# القصابين
القصابين قرية تقع في شمال غرب سوريا، ضمن منطقة جبلة التابعة لمحافظة اللاذقية. تقع القرية جنوب مدينة اللاذقية. تشمل المناطق القريبة من القرية عين الشرقية وبيت ياشوط إلى الشرق وسيانو وجبلة وبستان الباشا إلى الشمال الغربي. وفقا للمكتب المركزي للإحصاء السوري، بلغ عدد سكان القرية 780 نسمة في تعداد عام 2004. غالبية سكانها من العلويين.
تشتهر القرية بأنها مسقط رأس الشاعر السوري علي أحمد سعيد، المعروف باسم أدونيس.